# Afonso Pena (stacja metra)
Afonso Pena – stacja metra w Rio de Janeiro, na linii 1. Zlokalizowana jest pomiędzy stacjami Estácio i São Francisco Xavier. Została otwarta 3 maja 1982.